# 多花芍药
多花芍药（学名：Paeonia emodi），又名喜马牡丹，为毛茛科芍药属的植物。分布于印度、尼泊尔以及中国大陆的西藏自治区等地，生长于海拔2,350米的地区，见于山坡，耐寒性很好，是芍药属中最高大的品种。杂种之一“White Innocence”可生长至1.5米。